# Beat That!
Beat That! è il primo album discografico del gruppo musicale inglese Purple Hearts, pubblicato nel 1980.

## Tracce
1. Jimmy
2. Perfect World
3. Something You Can't Have
4. Beat That!
5. Nothing's Left
6. Frustration
7. If You Need Me
8. Can't Stay Here
9. Can't Help Thinking About Me
10. Slay It With Flowers
11. I've Been Away

## Formazione
- Bob Manton - voce
- Simon Stebbing - chitarra
- Jeff Shadbolt - basso
- Gary Sparks - batteria